# York-Antwerpener Regeln
Die York-Antwerpener Regeln (YAR, York Antwerp Rules) sind international vereinbarte Versicherungsregeln für die Verteilung von Kosten auf Schiff und Ladung im Falle einer großen Haverei. Sofern die YAR im Chartervertrag oder Konnossement vereinbart wurden, ersetzen sie die jeweiligen Regeln der Länder, beispielsweise §§ 588 ff. des Handelsgesetzbuchs in Deutschland. Andererseits kommt es vor, dass nationales Recht sich direkt auf die YAR bezieht, beispielsweise nennt das Schweizer Seeschifffahrtsgesetz (SR 747.30; § 122, Abs. 2) ausdrücklich die YAR-1974.
Verwaltet und verabschiedet werden die YAR seit 1924 durch das in Antwerpen (Belgien) ansässige Comité Maritime International, einer internationalen Nichtregierungsorganisation zur Vereinheitlichung der Seerechtsnormen. Da die YAR den De-facto-Standard in der Seeschifffahrt darstellen, leistet das CMI damit etwas, das internationale Vereinbarungen oder das UN-Handelsrecht nicht erreichten.

## Geschichte der York-Antwerp Rules
Nachdem während der industriellen Revolution die ursprünglich vergleichsweise einheitlichen Seerechtsregeln verstärkt zwischen den Nationen voneinander abwichen, begannen 1864 in der englischen Hafenstadt York Gespräche über die Aufteilung der Kosten im Falle einer Havarie, die 1877 in Antwerpen fortgesetzt wurden. 1873 wurde in Brüssel die „Association for the Reform and Codification of the Law of Nations“, die Vorläuferorganisation der International Law Association (ILA), gegründet. Die ILA veröffentlichte 1890 die ersten York-Antwerp Rules (YAR) in Liverpool.
1896 gründeten Franck, Auguste Beernaert und der belgische Geschäftsmann Charles Le Jeune mit Unterstützung der ILA die Association Belge de Droit Maritime in Antwerpen, die Vorläuferorganisation des Comité Maritime International. 1924 wurden die YAR mit den Stockholmer Regeln erweitert und 1949 (YAR-1950) noch einmal geringfügig ergänzt. 1974 wurden durch die CMI überarbeitete York-Antwerp Rules veröffentlicht (YAR-1974).
CMI veröffentlicht in Abständen überarbeitete Regelwerke. Die Verwendung dieser Regelwerke im Handel bleibt wie bei den Incoterms den Handelspartnern überlassen. So werden verschiedene Versionen gleichzeitig verwendet, aktuell die YAR 1974, 1994 und 2004. Die im Mai 2016 in New York veröffentlichte neueste Fassung ersetzt die durch die Reeder nicht unterstützte Version von 2004.